# 546

## Събития
- Остготите си връщат Рим, побеждавайки византийските войски на Апенинския полуостров